# Die Nebel von Avalon
Die Nebel von Avalon (engl. Originaltitel The Mists of Avalon) ist ein Fantasy-Roman von Marion Zimmer Bradley, der zuerst 1982 bei Alfred A. Knopf, Inc. New York City verlegt wurde.
Der Bestseller ist eine Interpretation der Artussage und wird aus der Sicht Morgaines, der Halbschwester von Artus, erzählt. Aufgrund dieser Perspektive und des Inhaltes fand eine starke feministisch-esoterische Auseinandersetzung mit dem Roman statt. Die Geschichte wurde in vier weiteren Bänden fortgesetzt, davon sind zwei postum erschienen, der letzte wurde von Diana L. Paxson vollendet.

## Inhalt

### Thema
Hauptthema des Buches ist der Untergang Avalons, das als heilige Insel der keltischen Priesterinnen, Megalithen und der Apfelblüten beschrieben wird, „ein heiliger Ort zwischen den Welten der Götter und der Sterblichen“. Den Rückgang der Bedeutung dieses Zentrums der keltischen Religion beschreibt Marion Zimmer Bradley als ein „Hinweggleiten in die Nebel der Zeit“, woraus sich auch der Titel ableitet.

### Personen
Weibliche Hauptpersonen:
- Viviane – Herrin vom See; Mutter: Ana von Avalon; Igraines und Morgauses Halbschwester; Tante von Morgaine und Artus; Mutter dreier Söhne (einer davon ist Lancelot); ermordet durch Balin, den Ziehbruder ihres eigenen Sohnes Balan;
- Igraine – Tochter von Ana und Taliesin; als Gorlois’ Frau Herzogin von Cornwall, nach ihrer zweiten Hochzeit mit Uther Pendragon Großkönigin von Britannien, Vivianes Halbschwester und Morgauses Schwester; Mutter von Morgaine und Artus; ging nach dem Tod ihres zweiten Mannes Uther verzweifelt ins Kloster;
- Morgause – Königin der Schottischen Inseln von Orkney; Lots Gemahlin; Vivianes Halbschwester und Igraines Schwester; Tante von Morgaine und Artus; nimmt Morgaine das Kind weg und ist nicht auf Wunsch Morgaines auch Ziehmutter von Mordred; vier Söhne, Gawain, Gaheris, Agravaine und Gareth (die sog. Orkney-Brüder);
- Morgaine – Priesterin von Avalon; sollte eigentlich auch die künftige Herrin (Hohepriesterin) von Avalon werden; floh jedoch (letztendlich teilt sie sich das Amt mit Niniane); Tochter von Igraine und Herzog Gorlois von Cornwall auf Tintagel; Artus’ Halbschwester; Mordreds Mutter; später verheiratet mit Urien, König von Rheged, gleichzeitig beginnt sie eine Affäre mit dessen Sohn Accolon;
- Gwenhwyfar – Tochter des englischen Königs Leodegraunce; Bruder: Meliagraunce; Artus’ Gemahlin und Großkönigin von Britannien, kinderlos; Lancelots heimliche Geliebte; verbringt die letzten Jahre ihres Lebens im Kloster;

Männliche Hauptpersonen:
- Artus, sein erster Name: Gwydyon – Großkönig von Britannien und Halbbruder Morgaines; verheiratet mit Gwenhwyfar, Tochter des Königs Leodegraunce; Igraines und Uthers Sohn;
- Gorlois – Herzog von Cornwall; Igraines erster Mann und Vater von Morgaine; verriet den Großkönig Uther, nachdem dieser vom sterbenden König Ambrosius als künftiger König eingesetzt wurde;
- Gwydyon, von den Sachsen Mordred genannt – Morgaines und Artus’ Sohn; aufgewachsen bei Morgause an Lots Hof; eine umstrittene Persönlichkeit;

Ritter der Tafelrunde:
- Lancelot („Elfenpfeil“) ein Name, den er von den Sachsen bekam, früher hieß er Galahad; Sohn von Viviane von Avalon, doch mit deren Plänen für ihn nicht einverstanden – edler Ritter; zweiter Mann im Reich; Artus bester und treuester Freund und Gwenhwyfars Geliebter;
- Gawain – Morgauses und Lots ältester Sohn; nach Lancelot berühmtester Ritter an Artus’ Hof; die sagenumwobene Geschichte vom Grünen Ritter rankt sich um seine Person (vgl. Sir Gawain and the Green Knight);
- Gareth – Morgauses und Lots jüngster Sohn; glühender Verehrer Lancelots, wird allerdings von dessen Hand erschlagen; Mordreds älterer Ziehbruder und größtes Idol;

Ratgeber:
- Taliesin – Merlin von Britannien und Vater von Igraine und Morgause; Druide von Avalon;
- Kevin – Merlin von Britannien und Nachfolger von Taliesin;
- Patricius – Erzbischof der neuen Religion;

Sonstige:
- Uther Pendragon – Großkönig von Britannien; Igraines zweiter Mann; Artus’ Vater;
- Lot von Orkney – König der Schottischen Inseln; Morgauses Gemahl; immer auf größtmögliche Vorteile für sich selbst bedacht; möchte einen seiner Söhne als Nachfolger von Artus als Großkönig etablieren;
- König Uriens von Nordwales – Morgaines Ehemann; hat drei Söhne (darunter Accolon) aus einer früheren Ehe;
- Accolon – Uriens’ Sohn; Morgaines Geliebter;
- Balan – Vivianes Sohn, Balins Ziehbruder;
- Balin – Balans Ziehbruder und Vivianes Mörder;
- Niniane – eine von Taliesins Töchtern und nach Viviane Herrin vom See;
- Nimue – älteste Tochter Lancelots und Elaines; in Avalon ausgebildet; Geliebte Kevins; rächt Kevins Verrat an Avalon;

### Handlung
Der Roman wird aus verschiedenen Perspektiven erzählt und gliedert sich in vier Teile:
- Erstes Buch: Die Hohepriesterin
- Zweites Buch: Die Königin
- Drittes Buch: Der Hirschkönig
- Viertes Buch: Der Verräter

Die erzählenden Personen sind immer direkt am Geschehen beteiligt. Durch die Darstellung der Gedanken, Zweifel und menschlicher Schwächen wie Eifersucht oder Eitelkeit wird die Distanz zu den Personen überbrückt, die meist nur aus Mythologien oder mittelalterlichen Überlieferungen bekannt sind, sie erscheinen dadurch menschlicher und greifbarer. Schwer nachvollziehbare mythologische Inhalte, der Konflikt der sich ablösenden Religionen sowie der Übergang vom Matriarchat zum Patriarchat sind in dem Roman anhand emotionaler Reaktionen der handelnden Personen fassbar dargestellt. Immer wieder wechselt die Handlung kurz in die Ich-Erzählung, in der aus Morgaines Sicht die Ereignisse geschildert werden.

### Die Hohepriesterin
Igraine, die gemeinsam mit ihrer jüngeren Schwester Morgause in Tintagel lebt, sieht nach langer Zeit zum ersten Mal mit dem Gesicht voraus, dass Viviane, die Herrin vom See, sie und ihren Mann Gorlois, der sich allerdings gerade nicht in der Burg Tintagel aufhält, besuchen wird. Viviane und Taliesin, der Merlin von Britannien, eröffnen Igraine, dass sie ein Kind von Uther Pendragon empfangen muss. Dieses Kind würde einst der hohe König von Britannien sein, der sowohl Christen als auch Anhänger Avalons einen könne. Igraine, die dem wesentlich älteren Christen Gorlois zum Wohle Avalons von Viviane zur Frau gegeben wurde, ist zunächst entsetzt von der Vorstellung, ihn zu betrügen. Viviane gelingt es, Igraine dazu zu überreden, mit Gorlois nach Londinium zu reisen und Uther kennenzulernen.
Kurze Zeit nach Vivianes Abreise kehrt Gorlois zurück und nimmt Igraine mit sich nach Londinium, wo die Wahl des neuen Großkönigs stattfinden soll, da Großkönig Ambrosius Aurelianus im Sterben liegt. Dabei trifft Igraine Uther Pendragon und fühlt sich ihm sofort vertraut. Ihre Liebe wird erwidert, doch betrügt Igraine ihren Ehemann nicht. Als Ambrosius Aurelianus stirbt, dauert es eine Weile, bis man sich auf den neuen Großkönig einigt. Lot, ein junger machthungriger Emporkömmling aus dem Königreich Lothian will den Titel für sich. Als sich herauskristallisiert, dass niemand Lot über den Weg traut, geschweige denn zum Großkönig wählt, verlässt er kurzerhand das von den Sachsen bedrohte Londinium, und zieht sich mit seinen Streitkräften in seine Heimat zurück. Kurz nachdem Uther Pendragon zum Großkönig gewählt wird, bemerkt der eifersüchtige Gorlois die Gefühle von Igraine und Uther und versagt daraufhin in einem Streit Uther die Treue. Nachdem bereits Lot abgezogen war, schwächt das Uthers Streitkräfte gegen die Sachsen zusätzlich, da Gorlois seine mit sich nimmt, mit der Absicht Cornwall und Tintagel alleine gegen die Sachsen halten zu wollen. Er erklärt Uther, dass sie nun Feinde seien und er niemals die Grenze zu seinem Königreich überschreiten dürfe. Igraine und Gorlois reisen heimlich aus Londinium ab und kehren nach Tintagel in Cornwall zu ihrer dreijährigen Tochter Morgaine zurück.
Schließlich, nach einem Sieg über die einfallenden Sachsen, kommt es zum Kampf zwischen Gorlois, dem Verräter, und dem Großkönig Uther, in dessen Verlauf Gorlois getötet wird. Anschließend reist Uther sofort nach Tintagel um Igraine alles zu erklären. Da der Tod Gorlois' noch nicht bis zur Burg durchgedrungen war, muss er zu einer List greifen, um mit Igraine allein sein zu können. Der Merlin hilft Uther, den Schein zu wahren, und lässt Uther bei seiner Ankunft wie Gorlois erscheinen, wenn auch Igraine sich nicht täuschen lässt. In dieser Nacht wird das Kind, das Viviane im Namen Avalons angekündigt hat, gezeugt und Igraine schwört anschließend dem Gesicht ab. Uther heiratet Igraine und führt sie und Morgaine mit auf die Burg des Großkönigs nach Caerleon. Igraine gebiert Uther einen Sohn namens Gwydyon, der später den christlichen Namen Artus erhält.
Jahre später ahnt Viviane Gefahr für das Kind voraus und beschließt, nachdem es bei einem mysteriösen Reitunfall verletzt wurde, dass es fern vom Hofe aufwachsen müsse. In einem Gespräch mit Morgaine erfährt sie, dass es nicht das erste Mal gewesen sei, dass Gwydyon in Lebensgefahr gebracht worden war. Viviane überzeugt Uther, dass das Kind in Abgeschiedenheit aufwachsen sollte und Uther willigt ein. Gwydyon wird heimlich zu Uthers Vasallen Ectorius geschickt, während Morgaine, nun elf Jahre alt, auf die Insel Avalon gebracht wird, wo sie zu Vivianes Nachfolgerin als Herrin vom See ausgebildet werden soll.
Avalon ist eine Insel in einem See. Die Insel ist ständig nebelverhangen, da sie im Zuge des sich ausbreitenden Christentums von Druiden der Welt entrückt worden ist. Derjenige, der nicht die Macht besitzt, die Nebel zu teilen, erreicht die Abtei von Glastonbury und nicht die heilige Insel. Avalon entschwindet jedoch immer weiter aus der wirklichen Welt, da die Menschen den Glauben an die Göttin und Avalon verlieren.
Morgaine, nun achtzehn Jahre alt und geweihte Priesterin, hat eine Begegnung mit Lancelot auf Avalon. Lancelot ist ihr Cousin, ein Sohn von Viviane und König Ban von der Bretagne, ein Kind der „Großen Ehe“. So nennt man das Ritual, bei dem sich ein König mit seinem Land, symbolisiert durch eine Priesterin, verbindet. Lancelot, ehemals Galahad, sollte eigentlich zum Druiden erzogen werden, doch er weigerte sich und zog aus, um ein Krieger zu werden. Viviane hatte ihn allerdings emotional schon als kleinen Jungen an Avalon gebunden, sodass er immer wieder den Drang verspürt zurückzukehren. Wieder weist er Vivianes Forderung seine Ausbildung auf Avalon zu beenden zurück. Viviane ist zornig, lässt ihm aber seinen Willen. Er verbringt gemeinsam mit Morgaine einen wunderschönen Tag und sie verliebt sich in ihn. Zunächst scheint er ihre Zuneigung zu erwidern, doch die Nebel teilen sich unerwartet und Gwenhwyfar, ein christliches Mädchen von entzückender Schönheit aus dem Kloster von Glastonbury, verirrt sich nach Avalon. Die beiden helfen ihr zurück, doch Lancelot zeigt Gefühle für Gwenhwyfar, was Morgaine verletzt. Als das Mädchen sie mehrmals „klein und hässlich wie eine Fee“ bezeichnet, sollte Morgaine ihr ganzes Leben darunter leiden.
Der Zugang zur Insel wird immer schwieriger. Viviane und Taliesin versuchen durch langfristige Pläne und Intrigen, die alte Religion wieder in eine Machtposition zu bringen und so Avalon in die wirkliche Welt zurückkehren zu lassen. Der erste Teil des Plans war die Zeugung des Kindes Gwydyon. Als Uther stirbt, ist die Zeit gekommen, den nächsten Teil in Angriff zu nehmen. Man beschließt den sechzehnjährigen Gwydyon, der nun Artus genannt wird, einer Prüfung zu unterziehen, nämlich mit den Hirschen zu laufen, den Königshirsch herauszufordern und zu besiegen. Sollte ihm das gelingen, würden die Stämme Britanniens ihn als Großkönig, als den Pendragon anerkennen und ihm Treue schwören.
Morgaine wird von Viviane ebenfalls zur Zeremonie geschickt. Ihre Rolle ist die der jungfräulichen Jägerin, während Artus den Hirschkönig darstellt. Morgaines Aufgabe besteht darin Artus zu unterstützen. Allerdings erkennen sie sich nicht. Die Zeremonie sieht nach der erfolgreichen Prüfung den Geschlechtsakt zwischen der Jägerin und dem Hirschkönig vor. Als sie sich hinterher endlich erkennen, ist es zu spät. Morgaine, außer sich vor Zorn, will Viviane zur Rede stellen, sobald sie wieder in Avalon ist. Doch diese lässt sie erst Tage später rufen, um ihr u. a. den Druiden Kevin vorzustellen. Kevin ist auch ein Barde, der beste seiner Zeit, und Morgaine zeigt sich von seinen Gaben sehr beeindruckt, wenngleich sie bemerkt, dass Kevin von einem Unfall in seiner Kindheit einen entstellten und verkrüppelten Körper besitzt. Auch Taliesin ist anwesend. Im Zuge des Gespräches bezeichnet Viviane Morgaine als die künftige Herrin Avalons. Als sie alleine sind, fordert Morgaine Antworten von Viviane. Die aber zeigt sich unnachgiebig und sagt, sie habe getan, was sie tun musste, um die königliche Linie um jeden Preis zu erhalten.
Wenig später teilt ihr Viviane mit, dass sie eine Aufgabe für Morgaine hätte: Sie solle eine Schwertscheide anfertigen und mit Zaubern versehen, die den Träger vor tödlichen Verletzungen schützen solle. Während der Arbeit errät Morgaine, für wen die Scheide bestimmt ist. Und tatsächlich wird Artus kurz danach nach Avalon gebracht, um das sagenhafte Schwert Excalibur zu erhalten. Allerdings müsse er einen Schwur leisten. Der Schwur lautet alle Völker und Religionen gleich zu achten und sich niemals einer alleine zuzuwenden. Artus willigt ein. Kurz ist er mit Morgaine alleine und er schwört ihr, dass er sie ewig lieben werde, ganz gleich wer auch immer nach ihr kommen möge. Morgaine ist verzweifelt. Er lädt sie noch zu seiner Krönung ein und Morgaine kommt seiner Einladung nach. Während der Feierlichkeiten erkennt Morgaine entsetzt, dass sie schwanger ist. Entschlossen, das Kind abzustoßen, begibt sie sich, sobald sie wieder in Avalon ist, frühmorgens in einen Wald, um die erforderlichen Kräuter zu sammeln. Doch irgendwie gerät sie zwischen die Nebel und gelangt ins Feenreich. Dort trifft sie auf eine rätselhafte Frau, eine Fee. Feen haben das zweite Gesicht und können die Zukunft sehen. Sie rät ihr, das Kind zu behalten, da es das einzige sein wird, das sie haben wird. Morgaine flieht zurück nach Avalon. Als Viviane sie rufen lässt und fragt, ob der Hirschkönig 'ihren Leib gesegnet' habe, eskaliert die Situation. Morgaine lässt nach einer letzten heftigen Auseinandersetzung ihre Besitztümer zurück, verlässt Avalon ohne Erlaubnis und reist zu ihrer Tante Morgause und deren Gemahl König Lot.

### Die Königin
Morgaine verbringt die Zeit bis zur Geburt ihres Kindes in Lothian bei ihrer Tante Morgause. Morgause ist mittlerweile selbst Mutter von vier Kindern. Morgaine hat bis zur Geburt die Identität des Vaters verschwiegen. Erst während der Schwäche, die der äußerst schwierigen Geburt (Morgause befürchtete sogar, Morgaine zu verlieren) folgt, gelingt es Morgause ihrer Nichte das Geheimnis zu entlocken. Mit dem Wissen über die inzestuöse Verbindung plant sie den Sohn von Artus als politischen Trumpf zu verwenden und überredet Morgaine ihr das Kind zur Erziehung zu überlassen, da sich ihre Nichte ohnehin nie mit dem Gedanken, eine Mutter zu sein, anfreunden konnte. Morgaine fügt sich und bleibt noch etwa zwei Jahre am Hof von Lothian. Ihr Sohn Gwydyon (später Mordred) wird von Morgause aufgezogen. Etwas später kehrt sie an einem besonderen Anlass an Artus’ Hof zurück, nämlich seiner Hochzeit mit Leodegranz’ Tochter Gwenhwyfar beizuwohnen.
Artus’ Ratgeber legen dem Großkönig nahe zu heiraten und einen Erben zu bekommen. Auch müsse er sich um Lehnsherren, die sein Heer mit Gütern versorgten, kümmern. Im Zuge dessen wird Artus’ Vetter Lancelot, sein bester Freund, Heerführer und Reitoberst, dem man nachsagt, dass kein Pferd ihn abwerfen könne, zu König Leodegranz geschickt, der eine hervorragende Pferdezucht besitzt. Artus und Lancelot wollen mit Hilfe der Reiterei ein Heer aufstellen, das die feindlichen Sachsen für immer besiegen soll. Bei dem Besuch bei dem alten König Leodegranz stellt sich heraus, dass dessen schöne Tochter das Mädchen Gwenhwyfar ist, das er vor ein paar Jahren gemeinsam mit Morgaine gerettet hat. Sie verlieben sich, doch anders als von den beiden erhofft, plant Leodegranz, ein gerissener und geschickter Diplomat, seine Tochter nur mit einem zu vermählen: Großkönig Artus selbst. Nur dann würde er seine Pferde für Artus’ Heer zur Verfügung stellen. Artus willigt ein.
An Artus’ Hof wird Morgaine die erste Hofdame von Gwenhwyfar, die beiden verstehen sich jedoch manchmal aufgrund ihrer verschiedenen Religionen nicht sehr gut. Gwenhwyfar leidet zudem unter ihrer Kinderlosigkeit und ist eine sehr gläubige Christin. Lancelot, Artus’ bester Freund, liebt Gwenhwyfar noch immer, doch er respektiert die Ehe der beiden, wenn er auch ständig zwischen seinen Gefühlen hin- und hergerissen wird. Eines Abends kommt es zu einem nächtlichen Treffen von Lancelot und Morgaine. Morgaine erkennt, dass sie ihn noch immer liebt, und erträgt es nicht, dass Lancelot von Gwenhwyfar derart besessen ist. Sie will ihn verführen, damit er anschließend einer Heirat zustimmt, aber Lancelot weist sie zurück: „Wenn du nur nicht so wie meine Mutter wärst, Morgaine.“ Für Morgaine, die sich bei ihrem Aufbruch von Avalon geschworen hatte, niemals so berechnend und rücksichtslos zu werden wie Viviane, ist das ein Schlag ins Gesicht. Sie verlässt gedemütigt den Hof, um viele Jahre nicht zurückzukehren.
Viviane reist zu ihrer langjährigen Freundin Priscilla, um ihr einen schweren Freundschaftsdienst zu erweisen. Priscilla hatte Vivianes Sohn Balan gemeinsam mit ihrem eigenen namens Balin aufgezogen. Nun ist sie von einer schweren Krankheit gezeichnet und wünscht zu sterben. Viviane ist gekommen um ihr diesen Wunsch zu erfüllen. Ehe sie ihr das Getränk gibt, mit dem sie für immer einschlafen würde, kehren auch die Söhne zurück. Während Balan weiß, warum Viviane hier ist, glaubt der naive und christliche Balin, sie sei gekommen um Priscilla zu heilen. Als er begreift, dass seine Mutter tot ist, gestorben von Vivianes Hand, schwört er Rache.
Als Artus erfährt, dass seine Mutter Igraine, die sich nach Uthers Tod in ein Kloster zurückgezogen hat, im Sterben liegt, schickt er Gwenhwyfar zu ihr, denn Kriegsvorbereitungen seien im vollen Gange. Die große und entscheidende Schlacht gegen die Sachsen liegt bevor. Gwenhwyfar wacht an der Seite der sterbenden Igraine. Als Artus’ Mutter ihr mitteilt, dass sie endlich den Sohn erwarte, den sie sich so sehr wünscht, ist Gwenhwyfar überglücklich. Kurz darauf stirbt Igraine und Gwenhwyfar will so schnell wie möglich nach Caerleon zurück, um Artus davon zu berichten. Da sich die Königin nur ungern im Freien aufhält, ist jede Reise eine Tortur für sie. Auf dem Rückweg stellt ihre Eskorte fest, dass die Sachsen bereits im Land wüten. Kaum in Caerleon angekommen, will Artus sie gemeinsam mit den anderen Frauen nach Camelot schicken, wo sie vor dem Krieg in Sicherheit sei. Doch Gwenhwyfar weigert sich hartnäckig, sie will ihren Sohn nur in Caerleon gebären. Artus gibt nach. Gwenhwyfar darf bleiben und mit ihr die junge Hofdame Elaine. Ihre Zeit vertreibt sie sich mit Webarbeiten. Die christliche Gwenhwyfar entsetzt sich über die wilden heidnischen Völker, die Artus in die Schlacht führen soll. Sie bedrängt ihn, das Banner des 'Pendragon', das er von Avalon erhalten hat und das ihn als König aller Stämme Britanniens ausweist, abzunehmen und ein christliches zu benutzen, damit „Gott ihm den Sieg schenke“. Artus erinnert sie an seinen Schwur und weigert sich. Daraufhin beginnt sie an einem Banner zu weben. Wochen vergehen, ohne dass etwas geschieht, und Gwenhwyfar fühlt sich elend. Eines Tages kommt Kevin, der inzwischen der Merlin von Britannien ist, zu ihr, um sie mit seinem Harfenspiel zu erfreuen. Er bemerkt das Banner, das nun schon weit fortgeschritten ist, und es kommt zu einer Auseinandersetzung. Gwenhwyfar gerät immer mehr in einen religiösen Wahn, beschimpft den buckligen und krummen Merlin als Teufelsfratze, sie leidet unter Zwangsvorstellung, er wolle ihrem Kind Böses, und erleidet eine Fehlgeburt. In der anschließenden Schwäche gelingt es ihr, Artus endlich davon zu überzeugen, ein christliches Banner, IHR Banner zu hissen und das Pendragonbanner abzunehmen. Sie glaubt, dass die Fehlgeburt die Strafe Gottes dafür sei, dass er ihr Kind wieder zu sich genommen habe, und ihre Unfruchtbarkeit erst dann ein Ende hätte, wenn Artus ein christlicher König sei. Artus bricht seinen Schwur und verrät Avalon.
Morgaine hat nach der Episode mit Lancelot nur noch ein Ziel: zurück nach Avalon. Doch wie es ihr schon einmal passiert ist, gelangt sie ins Feenreich, wo man sie auf der Burg Chariot willkommen heißt. Die folgenden Ereignisse bleiben ihr nur sehr verschwommen im Gedächtnis. Morgaine scheint in einer Art Rausch gefangen zu sein, wo sie unvorstellbare Genüsse erlebt. Sie driftet eine Weile dahin, ohne zu merken, wie die Zeit vergeht, und in der äußeren Welt fragt man sich an allen Höfen, wo sie nur sei. Als sie dann das Skelett ihres Pferdes findet, wacht sie aus ihrem Rausch auf und verlässt das Feenreich. In der Außenwelt scheint ein Krieg gewütet zu haben, das Land ist verheert. Sie selbst befindet sich auch in keinem guten Zustand, ihr Gewand ist verblichen und kaum mehr als Lumpen, dennoch meint sie, nicht mehr als ein paar Tage im Feenreich zugebracht zu haben. Zu Fuß macht sie sich auf nach Caerleon, weil sie nicht weiß, dass Artus’ Hof mittlerweile nach Camelot umgezogen ist. Unterwegs trifft sie auf einen Reiter, es ist Kevin der Merlin. Sie schließt sich ihm an und beide übernachten in einem verlassenen Bauernhof. In einem langen Gespräch erfährt sie, dass sie mehrere Jahre im Feenland verbracht hat, dass ihre Mutter Igraine gestorben und die entscheidende Schlacht gegen die Sachsen siegreich geschlagen ist. Morgaine bricht in Tränen aus, als sie vom Tode ihrer Mutter erfährt. Kevin tröstet sie und es kommt zu Zärtlichkeiten. Gemeinsam gehen sie nach Camelot und ihre Verbindung bleibt einige Jahre bestehen.
Erneut wird Morgaine Gwenhwyfars Hofdame. Die Königin, mittlerweile völlig verzweifelt, bittet Morgaine um einen Zauber gegen ihre Unfruchtbarkeit. Morgaine lässt sich breitschlagen und gibt ihr ein Amulett, nachdem sie ihr mitgeteilt hat, dass Artus einen Sohn hat, den er nicht anerkennen kann. Sie verschweigt ihr allerdings die Identität der Mutter. Doch anstatt ein Kind von Artus zu empfangen, kommt es zu einer Orgie. Auch Artus macht sich Vorwürfe und bittet Gwenhwyfar um einen Sohn, selbst wenn nicht er der Vater sei. Gwenhwyfar verbringt diese Nacht mit Artus und Lancelot, aber sie wird nicht schwanger.

### Der Hirschkönig
Etwas später erhält Gwenhwyfar die Nachricht, dass ihr Vater Leodegranz gestorben sei und ihr Halbbruder Meleagrant um eine Unterredung bittet. Da Artus gerade außerhalb Camelots Staatsgeschäfte erledigt, beschließt Gwenhwyfar selbst in ihre Heimat zu reisen und bricht mit einer kleinen Eskorte auf. Morgaine traut dem ganzen nicht und schickt Lancelot hinterher. Wie von Morgaine befürchtet, hat Meleagrant zum Ziel, sich nach altem Recht zum Herrscher auszurufen, indem er mit der Königin schläft. Lancelot ist nicht früh genug zur Stelle, um die Vergewaltigung zu verhindern, tötet Meleagrant aber, sobald er dort ankommt, und rettet Gwenhwyfar. Danach verbringt Lancelot die Nächte bei Gwenhwyfar, bis Artus wieder am Hof ist. Allerdings beginnen Gerüchte über Gwenhwyfars Ehebruch mit Lancelot die Runde zu machen. Morgaine beschließt, dass etwas geschehen muss, ehe Artus in der Achtung seiner Anhänger sinkt, und Lancelot, der niemals freiwillig gehen würde, vom Hof zu schaffen. Als die junge Hofdame Elaine ihr anvertraut, Lancelot unbedingt heiraten zu wollen, greift Morgaine zu einer List. Sie weiht Elaine in ihre Pläne ein, fordert von ihr allerdings etwas: nur wenn sie die älteste Tochter in Avalon erziehen dürfe, werde sie ihr Lancelot zum Ehemann verschaffen. Elaine ist einverstanden. Der Plan gelingt, die beiden heiraten und ziehen in ein eigenes Anwesen, um dort eine Familie zu gründen. Gwenhwyfar indes ist zornig und verzweifelt. Sie ahnt, dass Morgaine ihre Hand im Spiel hat; die Freundschaft zwischen ihnen zerbricht.
Als Morgaine Gwenhwyfar berichtet, dass Artus einen Sohn hat, um zu beweisen, dass nicht er Ursache ihrer Kinderlosigkeit ist, hält Gwenhwyfar das Inzest-Kind für eine schreckliche Sünde und meint, Artus müsse Buße tun, um endlich ein Kind bekommen zu können. Artus solle nur noch ein christlicher König sein und seine Schwüre Avalon gegenüber vergessen. Artus gehorcht; von nun an stehen Morgaine und Artus einander als Feinde gegenüber. Viviane kommt an den Hof, um Artus von seinem gegenwärtigen Kurs abzubringen, doch sie wird erschlagen. Zuvor hatte sie sich jedoch mit Morgaine ausgesöhnt, die sich nun wieder Avalon verpflichtet fühlt. Taliesin stirbt kurz darauf und tritt seinen Titel Merlin von Britannien an den Barden Kevin ab, der mit Morgaine eine kurze Liebesbeziehung hat.
Morgaine verliebt sich in Accolon, durch eine von Gwenhwyfar ausgenutzte Verwechselung heiratet sie jedoch dessen Vater und zieht von Artus’ Hof in dessen Reich, in dem die alte Religion noch immer vorherrscht. Mit Hilfe Accolons, der noch immer der Alten Religion angehört, findet Morgaine zurück zu ihrer Religion und hegt Pläne, um die Machtposition Avalons wieder zu stärken.

### Der Verräter
Morgaine kehrt mit Accolon zu Artus zurück, um ihn in einer Intrige um das Schwert Avalons, Excalibur, und dessen von ihr selbst hergestellte, magische Schwertscheide zu bringen und ihn töten zu lassen. Unter einem Vorwand führt sie ihn ins Feenreich. Artus gewinnt jedoch den tödlichen Zweikampf, und Morgaine flieht. Bei der Flucht wird allerdings die magische Schwertscheide von ihr in den See um Avalon geworfen. Artus ist somit verwundbar.
Kevin, der Merlin von Britannien, wird nun seinerseits zum Verräter an Avalon. Er entführt den heiligen Kelch aus Avalon und bringt ihn an Artus’ Hof, wo dieser vom christlichen Bischof verwendet werden soll. Kevin meint, der Kelch dürfe nicht unzugänglich im schwindenden Avalon versteckt sein, sondern sei ein Geschenk an die Welt, während Avalon über diese geplante Entweihung des heiligen Objekts entsetzt ist. Morgaine kann in einer Verkleidung den Kelch der Welt entrücken und kehrt als Nachfolgerin von Viviane nun endlich nach Avalon zurück. Kevin wird für seinen Verrat getötet, das kostet allerdings das Leben von Morgaines Ziehtochter Nimue, der Tochter Elaines und Lancelots. Das für fast alle Anwesenden wundersame Verschwinden des Kelchs führt zur Suche nach dem Heiligen Gral, auf die sich die meisten Gefährten Artus’ begeben, und von der nur wenige zurückkehren.
Unterdessen ist Mordred, das Kind Morgaines und Artus’, unter Morgauses Pflege herangewachsen, hat eine Ausbildung auf Avalon abgeschlossen und später unter den Sachsen gekämpft. Er verdient sich einen Sitz an Artus’ Tafelrunde und wird zu seinem Thronerben. Später missbraucht er jedoch die Stellung und deckt mithilfe von Morgause das Verhältnis von Lancelot und Gwenhwyfar auf. Lancelot und Gwenhwyfar fliehen. Mordred beginnt gegen Artus zu intrigieren und am Ende stehen sich Vater und Sohn gegenüber. Beide bringen einander tödliche Wunden bei. Morgaine bringt es trotz Artus’ Verrat nicht über sich, ihn allein zu lassen, und bringt ihn persönlich nach Avalon, das nun endgültig in den Nebeln verschwindet.
Mordred, Artus’ Thronfolger, ist tot, und die Pläne Avalons sind gescheitert. Die Menschen vergessen die alte Religion, und das Christentum übernimmt die Macht. Avalon ist fast gar nicht mehr zugänglich und entvölkert, auch auf der Insel selbst verirren sich die wenigen verbliebenen Priesterinnen nun in den eindringenden Nebeln. Morgaine ist gescheitert und lebt als alte Frau auf Avalon. Gwenhwyfar kehrt ins Kloster Glastonbury zurück, in das sich auch Igraine zwischenzeitlich zurückgezogen hatte und wo sie gestorben ist. Die Tafelrunde ist zerstreut, und wieder verwüsten Kriege Britannien. Morgaine erkennt, dass die Göttin trotz des Scheiterns von Avalon und der Machtübernahme des Christentums auch weiterhin angebetet wird – nun jedoch in der Gestalt von Maria von Nazareth.

## Hintergrund
Marion Zimmer Bradley interessierte sich seit ihrer Kindheit  für den Stoff der Artus-Sage. Sidney Laniers Tales of Arthur und die wöchentlich erscheinenden Prinz-Eisenherz-Comics nennt sie als frühe Quellen der Inspiration. Mit 15 Jahren begeisterte sich die Autorin für James Frazers zwölfbändiges Werk Der goldene Zweig über vergleichende Religionsgeschichte, das auch Ausführungen über die Religion der Druiden und Kelten enthält. Zur direkten Vorarbeit zum Werk gehörte ein Studium der Bücher von Geoffrey Ashe und vieler weiterer, teils sehr seltener und in Privatbesitz befindlicher Schriften. Die Autorin reiste auch zu den Orten der Erzählung und knüpfte Kontakte zu neopaganen Gruppen, die sich auf die Religion der Kelten berufen.

## Ausgaben
- Fischer Verlag, Taschenbuch, ISBN 3-596-28222-5
- Krüger Verlag, gebunden, ISBN 3-8105-2604-5
- Weltbild, Einband, ISBN 3-89897-107-4
- Random House Audio, Hörbuch, ISBN 3-89830-769-7
- Penguin Books Ltd, Taschenbuch englisch, ISBN 0-14-017719-1
- Del Rey Books, Taschenbuch englisch, ISBN 0-345-35049-9
- Del Rey Books, gebunden englisch, ISBN 0-345-44118-4
- Rebound by Sagebrush, gebunden englisch, ISBN 0-7857-8713-5

## Rezeption

### Auszeichnungen
- 1984 Locus Poll Award (1. Platz)[2]
- 1983 nominiert für den Mythopoeic Fantasy Award[3]

### Verfilmung
Unter dem Titel Die Nebel von Avalon inszenierte Uli Edel 2001 einen zweiteiligen TV-Film nach Motiven des Romans von Zimmer Bradley. Anjelica Huston spielte darin die Rolle der Viviane der Herrin vom See, Julianna Margulies die der Morgaine.

### Hörbuch
- Marion Zimmer Bradley: Die Nebel von Avalon. Inszenierte Lesung mit Anna und Katharina Thalbach. In der Übersetzung von Manfred Ohl und Hans Sartorius. Random House Audio, [Köln] 2004, ISBN 3-89830-769-7 (gekürzte, inszenierte Hörbuchfassung, 12 CDs).

### Satirische Bearbeitung
- Magerion Zimmer-Bradwurst: Die Schnäbel von Avalon. Zur Dekonstruktion eines Mythos. Ergebnisbericht der Projektgruppe „Dekonstruktive Analyse trivialer Gegenwartsliteratur“. T. Barth, Hamburg 2001, ISBN 3-8311-1647-4 (Fantasy-Satire).
- Steffi von Wolff: Die Knebel von Mavelon. Fischer Taschenbuch 2006 ISBN 3-596-16701-9.